# Blankknäppare
Blankknäppare (Hypoganus inunctus) är en skalbaggsart som först beskrevs av Lacordaire 1835.  Blankknäppare ingår i släktet Hypoganus, och familjen knäppare. Arten är reproducerande i Sverige.